# Пастер (місячний кратер)
Кра́тер Пасте́р (лат. Pasteur) — гігантський стародавній ударний кратер в екваторіальній зоні зворотного боку Місяця. Назву присвоєно в честь французького мікробіолога і хіміка Луї Пастера (1822—1895) й затверджено Міжнародним астрономічним союзом у 1961 році. Утворення кратера відбулось у донектарському періоді.

## Опис кратера

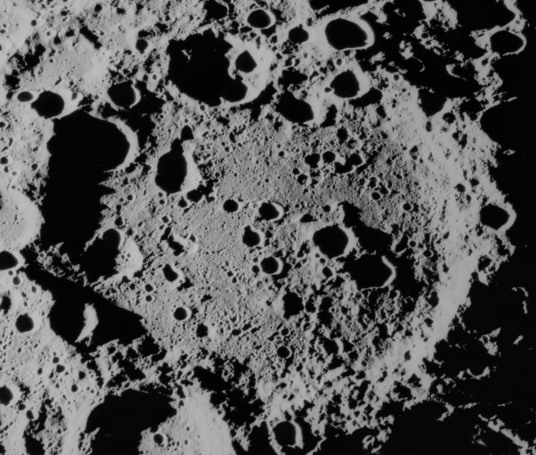
Світлина кратера з борту Аполлона-15.

Найближчими сусідами кратера є невеликий кратер Дебус на заході; кратер Саха на півночі; кратер Ейнтховен на північному сході; кратер Мейтнер на сході; кратер Хвольсон на сході південному сході; кратери Гільберт і Баклунд, що прилягають до південно-східного і південно-західного країв валу кратера Пастер відповідно. Селенографічні координати центру кратера 11°35′ пд. ш. 104°55′ сх. д. / 11.58° пд. ш. 104.91° сх. д., діаметр 233 км, глибина 3,1 км.
Кратер Пастер має полігональну форму і зазнав значних руйнувань. Вал згладжений і перекривається безліччю кратерів різного розміру, північна частина практично повністю зруйнована, південно-східна частина валу спрямлена. Дно чаші відносно рівне, поцятковане безліччю кратерів, у північно-західній частині чаші розташовується короткий ланцюжок взаємно перекритих кратерів, східніше від центру чаші розташовується пара сателітних кратерів Пастер G і H.

## Сателітні кратери
| Пастер | Координати                                                  | Діаметр, км |
| ------ | ----------------------------------------------------------- | ----------- |
| A      | 7°15′ пд. ш. 106°04′ сх. д. / 7.25° пд. ш. 106.07° сх. д.   | 25,7        |
| B      | 8°25′ пд. ш. 106°10′ сх. д. / 8.42° пд. ш. 106.17° сх. д.   | 19,4        |
| D      | 9°03′ пд. ш. 109°10′ сх. д. / 9.05° пд. ш. 109.16° сх. д.   | 37,6        |
| E      | 11°04′ пд. ш. 108°52′ сх. д. / 11.07° пд. ш. 108.87° сх. д. | 18,9        |
| G      | 11°50′ пд. ш. 106°07′ сх. д. / 11.84° пд. ш. 106.12° сх. д. | 20,7        |
| H      | 12°25′ пд. ш. 106°47′ сх. д. / 12.42° пд. ш. 106.79° сх. д. | 21,6        |
| M      | 12°26′ пд. ш. 105°05′ сх. д. / 12.43° пд. ш. 105.08° сх. д. | 11,3        |
| Q      | 13°43′ пд. ш. 101°49′ сх. д. / 13.72° пд. ш. 101.82° сх. д. | 23,4        |
| S      | 12°24′ пд. ш. 102°20′ сх. д. / 12.4° пд. ш. 102.34° сх. д.  | 28,8        |
| T      | 11°44′ пд. ш. 100°28′ сх. д. / 11.73° пд. ш. 100.47° сх. д. | 40,2        |
| U      | 9°59′ пд. ш. 101°59′ сх. д. / 9.99° пд. ш. 101.99° сх. д.   | 37,9        |
| V      | 9°11′ пд. ш. 101°10′ сх. д. / 9.18° пд. ш. 101.17° сх. д.   | 22,5        |
| Y      | 8°15′ пд. ш. 103°55′ сх. д. / 8.25° пд. ш. 103.91° сх. д.   | 49,9        |
| Z      | 6°59′ пд. ш. 104°31′ сх. д. / 6.98° пд. ш. 104.52° сх. д.   | 14,0        |

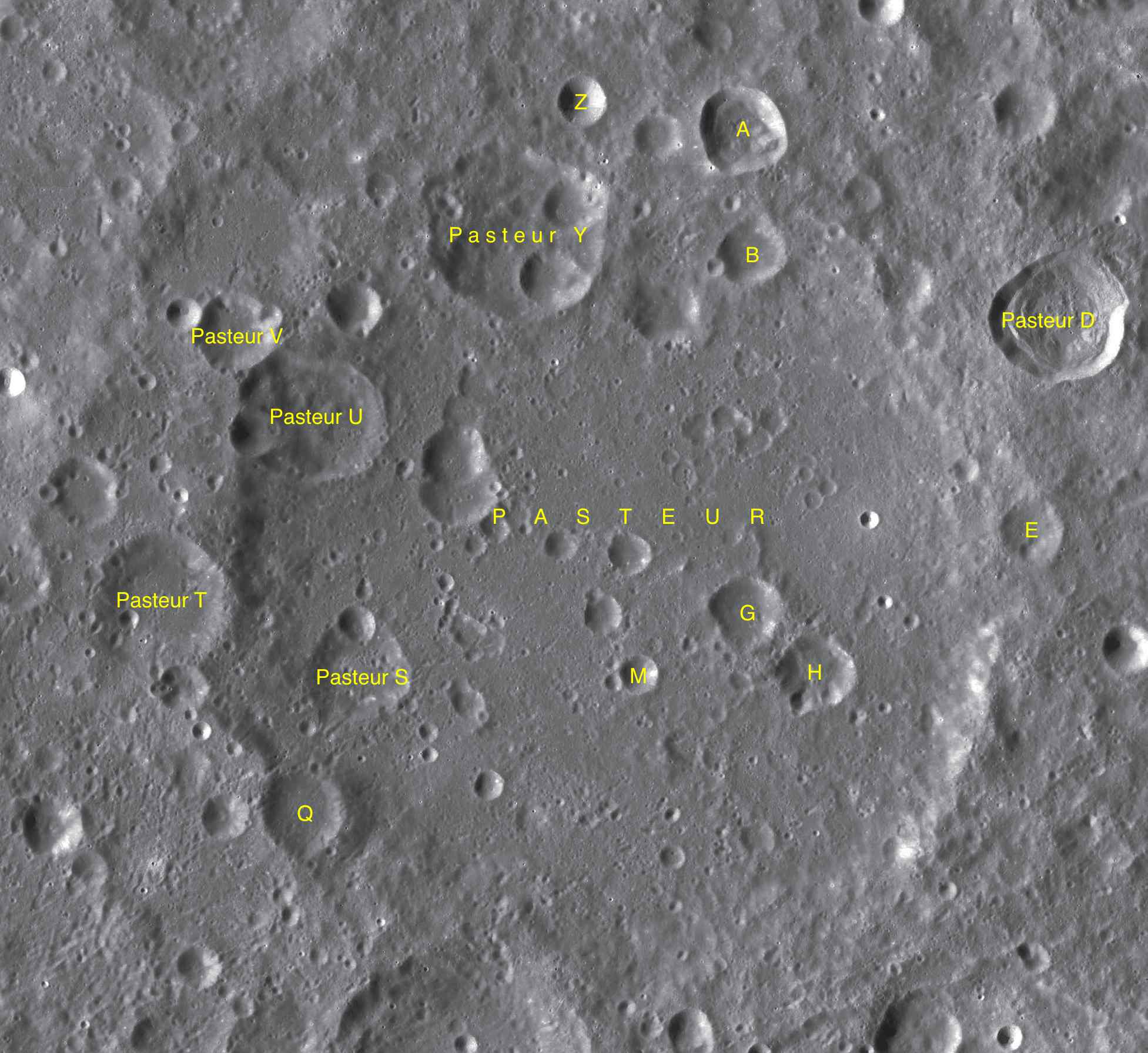
Фрагмент мапи LAC-82.

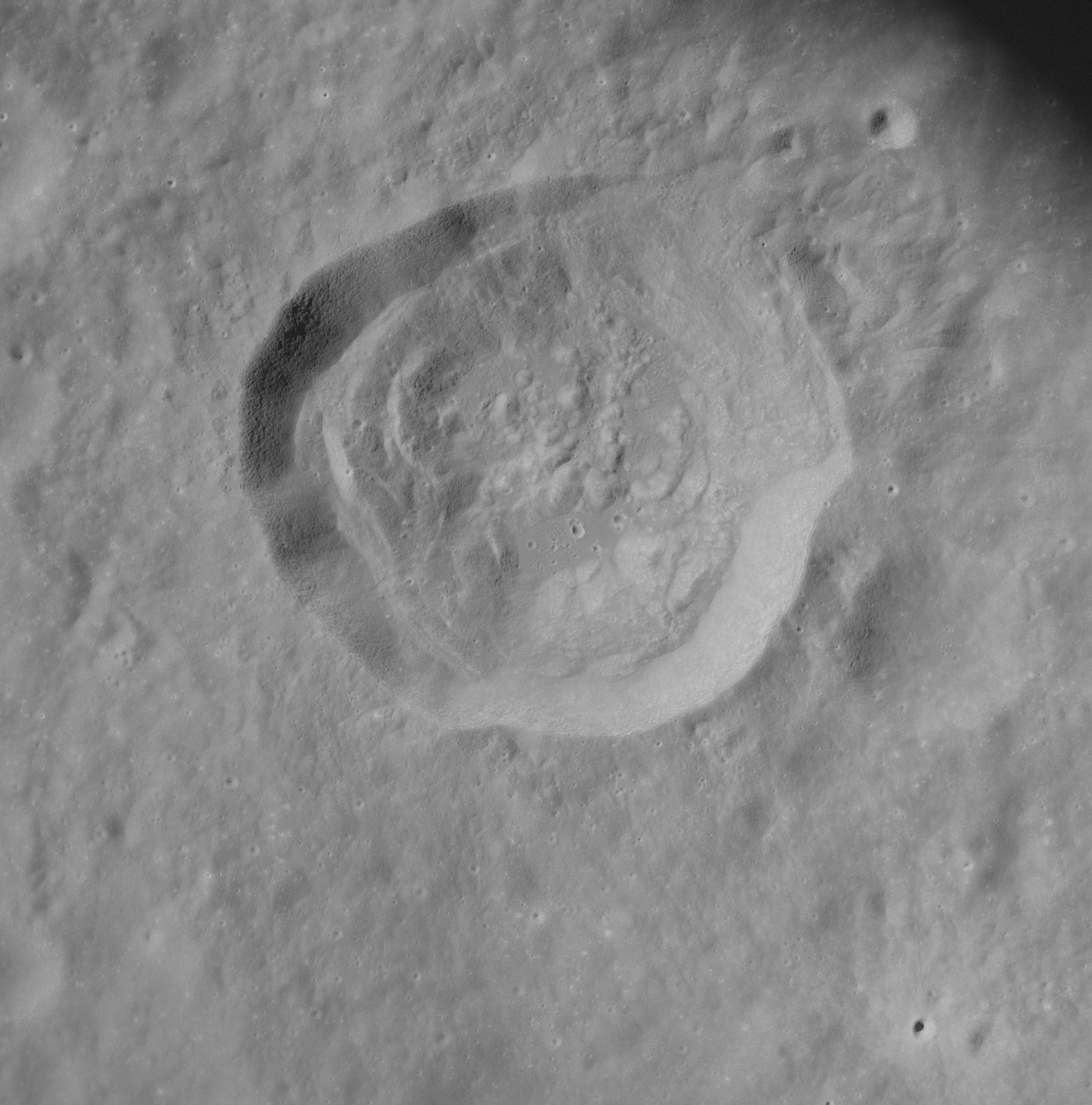
Сателітний кратер Пастер D. Світлина з борту Аполлона-12

- Утворення сателітного кратера Пастер D відбулось у ератосфенівському періоді[1].
- Утворення сателітних кратерів Пастер T, U і Y відбулось у нектарському періоді[1].